# L'Écho républicain
L’Écho Républicain est un quotidien départemental français publié dans le département d'Eure-et-Loir et le sud du département des Yvelines. Il appartient au groupe Centre France. Le siège est basé à Chartres.

## Histoire
Le premier numéro paraît le 5 novembre 1888, sous le nom de La Dépêche d'Eure-et-Loir sous la direction d'Adrien Bertholon ; l'impression est entièrement manuelle.
L'Écho républicain de la Beauce et du Perche est créé en 1922 par Paul Guillon toujours sous la direction d’Adrien Bertholon. Le premier numéro sort le samedi 30 mars 1929 des presses de l'imprimerie Rouillé-Gauquelin à La Loupe. En 1935, l'hebdomadaire est tiré à Chartres sur les rotatives de La Dépêche qui rayonne sur 22 cantons d'Eure-et-Loir, de l'Eure et de l'Orne.
Le 8 juin 1940, L’Écho républicain cesse sa parution du fait de la Seconde Guerre mondiale. À la Libération, l'hebdomadaire revoit le jour et devient quotidien le 13 septembre 1944. En 1960, Jean Gilbert prend la direction du journal.
En 1979, l'hebdomadaire Le Point devient actionnaire majoritaire dans le capital du journal puis cède ses parts 3 ans plus tard au groupe Hachette Filipacchi Médias.
Les deux sociétés La Dépêche d'Eure-et-Loir et L’Écho républicain fusionnent en juin 1987 pour créer Écho Communication SA. L’Écho informatise sa rédaction et transfère ses locaux. En 1990, Écho Communication SA achète un groupe de presse gratuite Bip SA implanté en région Centre-Val de Loire, puis Inter Hebdo en 1994.
En juin 1999, le groupe Amaury se porte acquéreur d’Écho Communication SA regroupant L’Écho républicain, Cible 28, Inter Hebdo, Irco et Écho Voyages.
Le 26 mars 2003 est lancé le format tabloïd et la réactualisation de cinq éditions : Rambouillet, Chartres, Dreux, Nogent-le-Rotrou et Châteaudun.
En 2004, le PDG Jacques Camus quitte la société et laisse sa place à Richard Metzger, directeur coordinateur du groupe Amaury.
En mars 2005, L’Écho républicain devient le premier quotidien régional imprimé entièrement en couleurs. Le mois suivant, Gilles Bornais quitte le journal. Il est remplacé au poste de directeur général délégué et rédacteur en chef par Hugues de Lestapis. Fin 2006 est lancé le site Internet lechorepublicain.fr avec une place importante donnée à la vidéo.
En avril 2009, L’Écho lance une édition dominicale et des jours fériés. Ce journal du septième jour est doté d’un cahier central « magazine » de douze pages pour répondre au désir de lecture différent en week-end.
Le 15 décembre 2010, le groupe de presse Centre France se porte acquéreur d’Écho Communication SA, regroupant L’Écho républicain, Cible 28, Inter Hebdo et Écho Voyages. Michel Habouzit devient président délégué. Un an plus tard, le journal change de formule et de couleur en adoptant la maquette commune à tous les quotidiens du groupe Centre-France. Le bleu laisse sa place au rouge. Soizic Bouju devient présidente directrice générale en janvier 2017. Eric Moine assure la rédaction en chef jusqu'en janvier 2019.
Sébastien Besse est nommé rédacteur en chef le 1er janvier 2020.
Le 10 juin 2022, Véronique Gagnepain-Rochette est nommée présidente directrice générale, directrice de la publication.

## Identité visuelle
Le logo est redessiné en 1946, 1976, 1985 et enfin 2011, il adopte la couleur rouge du groupe Centre France.

Logotypes
Ancien logotype.
Logotype depuis 2011.

## Distribution
L’Écho républicain, premier quotidien d'informations en Eure-et-Loir, est diffusé à 23 087 exemplaires en 2020, avec une audience quotidienne de 105 500 lecteurs. Le journal est composé de quatre agences : Chartres, Châteaudun, Dreux, Nogent-le-Rotrou. Il est publié en format tabloïd tout couleur. En 2023, la diffusion de L’Écho républicain était de 25 550 exemplaires.